# دانشکده حقوق و علوم سیاسی دانشگاه علامه طباطبایی
دانشکدهٔ حقوق و علوم سیاسی دانشگاه علامه طباطبایی یکی دانشکده‌های دانشگاه علامه طباطبایی است که در سه مقطع کارشناسی، کارشناسی ارشد و دکترا دانشجو می‌پذیرد. این دانشگاه یکی از معتبرترین و برترین دانشکده‌های حقوق و علوم سیاسی کشور و همچنین از قدیمی‌ترین دانشکده‌های این دانشگاه به‌شمار می‌رود. در حال حاضر ریاست این دانشکده را دکتر محمدرضا ویژه بر عهده دارد. 

## پیشینه
با وجود این که گروه علمی حقوق و علوم سیاسی از سال ۱۳۶۳ در دانشگاه علامه طباطبائی ایجاد شد اما این گروه تا مدت‌ها گروه تدریس نبود. گروه حقوق و علوم سیاسی گروهی برای تنظیم دروس حقوقی و سیاسی دانشکدهٔ اقتصاد بود. در سال ۱۳۷۶ دانشکدهٔ حقوق و علوم سیاسی رسماً بنیانگذاری شد، اما رشد سریع آن باعث شده که در این مدت تعداد دانشجویان و اعضاء هیئت علمی آن به بیش از دو برابر برسد. وجود انجمن‌های علمی دانشجویی در رشته‌های حقوق و علوم سیاسی و انجام فعالیت‌های متنوع فرهنگی، هنری، اجتماعی و سیاسی توسط دیگر تشکل‌هاس دانشجویی باعث رونق محیط دانشجویی در این دانشکده شده‌است.
این دانشکده با سه گروه آموزشی بنیانگذاری شد. تعداد اعضای هیئت علمی دانشکده در آغاز فعالیت خود، ۵۲ نفر بود که به آموزش ۱٬۳۴۸ نفر دانشجو اشتغال داشتند. این دانشکده از نظر سطح آموزش، یکی از مراکز مهم آموزش حقوق و علوم سیاسی کشور است.

## روسای دانشکده
محمدرضا ضیائی بیگدلی
حسنعلی موذن‌زادگان
حمیدرضا علومی یزدی
منصور میرسعیدی
جواد کاشانی
محمدرضا ویژه

## رشته‌ها و گرایش‌ها
دانشکده حقوق و علوم سیاسی دانشگاه علامه طباطبائی در بخش حقوق و علوم سیاسی در مقاطع کارشناسی، کارشناسی ارشد و دکتری پذیرش دانشجو دارد.
دانشکده حقوق و علوم سیاسی دارای ۵ گروه آموزشی است که هر یک از گروه‌ها مدیریت رشته را در سه مقطع بر عهده دارند که گرایش‌های این دانشکده در مقاطع مختلف عبارتند از:

### کارشناسی

#### حقوق
- حقوق

#### علوم سیاسی
- علوم سیاسی
- روابط سیاسی در روابط دیپلماتیک

### کارشناسی ارشد

#### حقوق
- حقوق ارتباطات
- حقوق بشر
- حقوق مالکیت فکری
- حقوق کیفری و جرم شناسی
- حقوق بین‌الملل
- حقوق عمومی
- حقوق خصوصی
- حقوق اقتصادی
- حقوق نفت و گاز
- حقوق تجارت بین‌الملل
- حقوق کیفری اطفال و نوجوانان

#### علوم سیاسی
- علوم سیاسی
- روابط بین‌الملل
- اندیشه سیاسی در اسلام
- مطالعات منطقه‌ای
- دیپلماسی و سازمانهای بین‌المللی
- مطالعات فرانسه
- مطالعات بریتانیا
- مطالعات روسیه
- مطالعات آمریکای شمالی-مطالعات فرهنگی
- مطالعات شبه قاره هند
- مطالعات آمریکای لاتین

### دکتری

#### حقوق
- حقوق عمومی
- حقوق خصوصی
- حقوق کیفری و جرم شناسی
- حقوق بین‌الملل عمومی
- مدیریت قراردادهای بین‌المللی نفت و گاز

#### علوم سیاسی
- علوم سیاسی
- روابط بین‌الملل
- مطالعات منطقه ای

## اشخاص برجسته

### استادان برجسته
- حمید مصدق
- محمد شریف
- غلامرضا کاشی
- مرتضی مردیها
- محمد محمدی گرگانی
- محمدرضا ضیائی بیگدلی
- حسین غلامی
- مصطفی کواکبیان
- سید قاسم زمانی
- حسین سلیمی
- سید جلال دهقانی فیروزآبادی
- حشمت‌الله فلاحت‌پیشه
- غلامرضا خواجه سروی
- غلامحسن کوشکی

### دانش‌آموختگان برجسته
- شهیندخت مولاوردی
- مینو خالقی
- مژده لواسانی